# آک سو (چو)
آک سو (به لاتین: Ak-Suu) یک رود در قرقیزستان است که در استان چوی واقع شده‌است.